# プブリウス・センプロニウス・ソプス (紀元前304年の執政官)
プブリウス・センプロニウス・ソプス（Publius Sempronius Sophus）は紀元前4世紀から紀元前3世紀の共和政ローマのプレブス（平民）出身の政治家・軍人。紀元前304年に執政官（コンスル）、紀元前300年または紀元前299年には監察官（ケンソル）を務め、また最初期のプレブス神官（Pontiff）の一人である。

## 出身
センプロニウス氏族にはパトリキ（貴族）系とプレブス系があるが、プブリウス・センプロニウスはプレブスであり、彼以前に高位の職についたものはいない（パトリキ系ではセンプロニウス・アトラティヌス家が執政官を出している）。カピトリヌスのファスティによると、プブリウスの父と祖父のプラエノーメンは、プブリウスとガイウスである。

## 経歴
研究者達はソプスをティトゥス・リウィウスがプブリウス・センプロニウスと呼んでいる紀元前310年の護民官と同一人物と推定している。彼はパトリキ出身のアッピウス・クラウディウス・カエクスが18ヶ月の任期を過ぎても監察官退職しないことを非難している。アッピウス・クラウディウスはケンソルの任期を5年から一年半に短縮したアエミリウス法（紀元前433年）は自分に適応されないと公然と述べたため、プブリウス・センプロニウスは彼を逮捕し牢獄に送るように命令したが、ロストラ（大演壇）での3人の市民の演説で阻止された。結果アッピウス・クラウディウスはアッピア水道が完成するまで、長期間監察官に留まった。
紀元前304年、プブリウス・センプロニウスはパトリキのプブリウス・スルピキウス・サウェッリオと共に執政官に就任した。まず、サムニウムに対する軍事行動を実施したが、進軍の途中で出会ったのは非武装のものばかりであり、既に戦力を失っていたサムニウムはローマと講和し、第二次サムニウム戦争は終了した。続いてアエクイ族との戦争が始まった。しかし激しい抵抗は無く、両執政官は50日間で31のアエクイ都市を攻略してローマに戻り、両者共に凱旋式を実施した。シケリアのディオドロスはプブリウス・センプロニウスのみがアエクイと戦い、50日間で40の都市を攻略し、凱旋式を実施したとする。
紀元前300年、オグルニウス法によってプレブスも神職に就くことができるようになった。プブリウス・センプロニウスは最初に神官（ポンティフ、Pontiff）になったプレブスの一人である。その年の後半、あるいは翌紀元前299年、同僚執政官であったプブリウス・スルピキウスと共に監察官に就任している。この任期中に、二つの新たなトリブス（行政区画）が作られ、トリブスの総数は33になった（最終的に紀元前241年に総数35で固定）。
プブリウス・センプロニウスの名前が最後に現れるのは、紀元前296年のことで、法務官（プラエトル）に就任している。このとき、ローマはエトルリア、ウンブリア、ガリアの連合軍に攻撃される危機にあったが、両執政官は他の方面での作戦に忙しかった。元老院はプブリウス・センプロニウスに対して、「全ての階級の市民」からなる軍の編成を命じている。翌年にローマ軍はセンティヌムの戦いで連合軍に勝利し、第三次サムニウム戦争自体への勝利の道が開けた。

## 法学者
2世紀の法律家セクストゥス・ポンポニウス（en）は、その著作の一つで、プブリウス・センプロニウスが卓越した法学者であると述べている。しかし法学者としての詳しい活動内容は不明である。

## 子孫
プブリウス・センプロニウスの同名の息子は、紀元前268年の執政官を務めている。

## 参考資料

### 古代資料
- シケリアのディオドロス『歴史叢書』
- ティトゥス・リウィウス『ローマ建国史』
- セクストゥス・ユリウス・フロンティヌス『ローマ水道』
- カピトリヌスのファスティ

### 研究書
- Broughton R. Magistrates of the Roman Republic. - New York, 1951. - Vol. I. - P. 600.
- Münzer F.  Sempronius // Paulys Realencyclopädie der classischen Altertumswissenschaft . - 1923. - Bd. II, 2.-S. 1359-1360.
- Münzer F.  Sempronius 85 // Paulys Realencyclopädie der classischen Altertumswissenschaft . - 1923. - Bd. II, 2. - S. 1437-1438.